# Método Orff

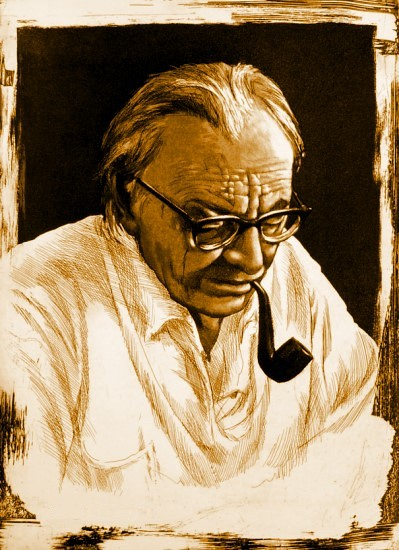
Carl Orff.

El Método Orff (en alemán: Orff-Schulwerk, trabajo escolar) es un método pedagógico para la enseñanza musical que fue escrito en 1930 por Carl Orff.
Carl Orff (1895-1982) recoge en esta obra numerosas elaboraciones, a partir de las enseñanzas que había impartido en la escuela que había fundado en 1924 junto con Dorothee Günther. El método consiste esencialmente en un repertorio, producto del trabajo conjunto realizado con Gunild Keetman a lo largo de varios años de transmisiones radiofónicas con niños, a partir de 1948. Por tanto, es una recopilación de repertorio, que posteriormente se amplió y sistematizó. Con esta obra Orff introduce los instrumentos de percusión dentro de la enseñanza escolar y fomenta la prosodia, además de utilizar canciones de tradición oral.
Carl Orff definió su trabajo como: "más un modelo que un método, pues es necesario adaptar al contexto, a la lengua materna y al nivel del alumnado". Este sistema pedagógico se basa en el trinomio de palabra, música y movimiento.
En esta obra se trabaja con una escala pentatónica y los sonidos son estudiados según la secuencia: sol, mi, la, do, re.
Para iniciarse en el programa, el alumno empieza interpretando patrones rítmicos sencillos, hasta llegar a interpretar piezas de conjunto con un xilófono, metalófono, glockenspiel y demás instrumentos de percusión que suelen presentarse en equipos didácticos de distintos niveles para poder ser usados por alumnos de diferentes edades.
Junto al trabajo de los instrumentos de percusión que se comentan a continuación fue el pionero en introducir la flauta dulce en las escuelas, debido a su bajo coste de adquisición; tamaño apropiado a la edad infantil; facilidad técnica y de transporte. Además, para el alumnado, iniciarse en la interpretación de un instrumento melódico ayuda a fijar la entonación, añade motivación, mejora las cuestiones agógicas y dinámicas, así como incrementa la musicalidad.

## Instrumental Orff

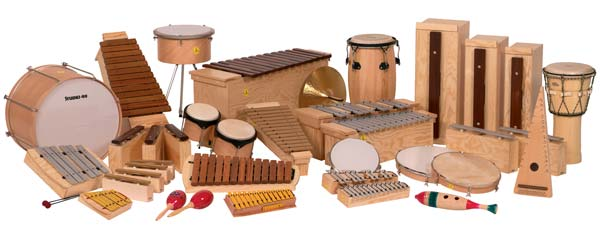
Instrumental Orff

Para su método, Orff indica que hay que trabajar con una serie de instrumentos divididos en dos grupos:

### Instrumentos de láminas
- Carillón soprano
- Carillón Contralto
- Metalófono soprano
- Metalófono contralto
- Metalófono bajo
- Xilófono soprano
- Xilófono contralto
- Xilófono bajo

### Instrumentos de pequeña percusión

#### Parches
- Pandero
- Tambor
- Bongó
- Pandereta
- Bombo
- Timbal

#### Idiófonos de madera
- Claves
- Caja china
- Güiro
- Castañuelas
- Temple block
- Flauta dulce

#### Idiófonos de metal
- Triángulo
- Crótalo
- Platillos

#### Sonajas
- Maracas
- Cascabeles
- Aros de sonajas